# 巴法湖
37°30′N 27°25′E / 37.500°N 27.417°E

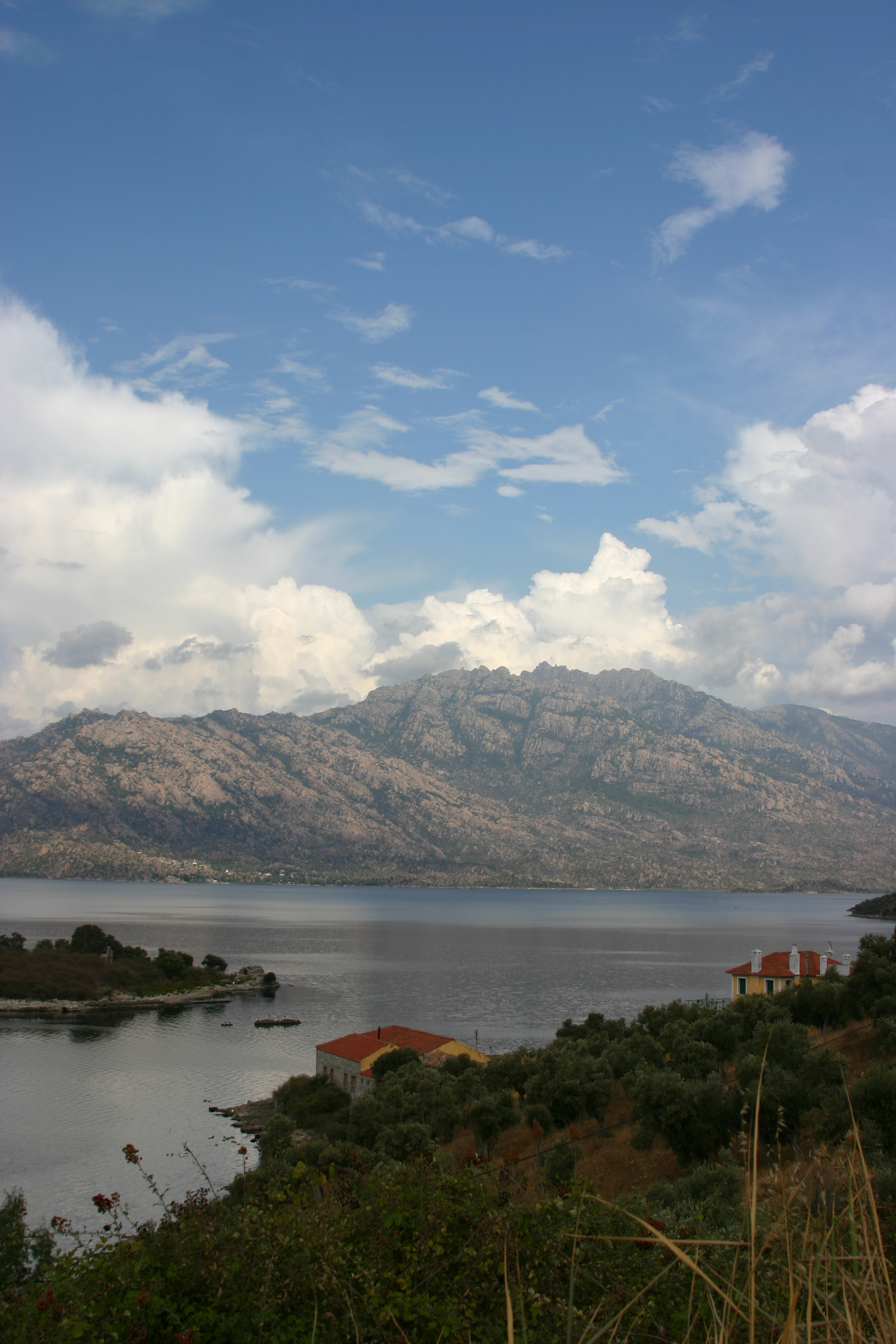

巴法湖（土耳其語：Bafa Gölü）是土耳其的湖泊，位於該國西南部，由艾登省和穆拉省負責管轄，距離艾登54公里，長16公里、寬6公里，面積60平方公里，海拔高度2米，最大水深21米。

## 外部連結
- Lake Bafa Turkey